# Johannes Horkel
Johannes Horkel (né le 16 septembre 1820 à Berlin et mort le 21 novembre 1861 à Magdebourg) est un philologue classique prussien et directeur d'école.

## Biographie

### Famille
Johannes Horkel est le fils du botaniste et professeur d'université Johann Horkel et de son épouse Anna (née Schleiden) (morte en mai 1860) du Schleswig du Nord . À Noël 1849, il se fiance avec Johanna, la fille du philologue August Meineke, qu'il épouse à l'été 1850 ; Le mariage reste sans enfant, bien qu'ils aient accueilli le plus jeune frère de sa femme pour les élever davantage. Par sa femme, il est lié par alliance au homme politique Rudolf Schleiden (de) et son cousin est le botaniste Matthias Jacob Schleiden.

### Carrière
Johannes Horkel grandit à Berlin et parmi ses amis d'enfance et de jeunesse figurent Nathanel (1820-1829), le fils du philosophe Friedrich Schleiermacher, ainsi que les enfants du ministre prussien de la Culture Friedrich Eichhorn et quelques fils du libraire Georg Andreas Reimer. Le poète Adelbert von Chamisso, les professeurs Moritz Seebeck (de), Christian August Brandis (de) et Immanuel Bekker, le conseiller médical privé Johann Christoph Friedrich Klug et Henriette Herz, qui est également sa marraine et professeur d'italien, fréquentent la maison de ses parents.
Durant sa jeunesse, il s'intéresse à l' orgue et suivit des cours auprès de Siegfried Wilhelm Dehn . Ses parents ont également voulu qu'il soit confirmé par Friedrich Schleiermacher, qui l'a également baptisé ; Cependant, il décède peu de temps avant le début des cours et est donc confirmé par Wilhelm Hoßbach (de).
De 1827 à Pâques 1838, il étudie au lycée Frédéric-Guillaume de Berlin et, après avoir terminé avec succès le lycée, commence à étudier la philologie à l'Université de Berlin, après avoir été initié par ses professeurs Wilhelm Bötticher (de), August Spilleke (1778– 1841) et Ernst Ferdinand Yxem (de) ont éveillé son intérêt pour ce sujet. À l'Université de Berlin, il entend des conférences, entre autres, d'August Boeckh, Immanuel Bekker, Karl Lachmann, Karl Gottlob Zumpt, August Neander, Leopold von Ranke et Heinrich Ritter.
Il poursuit ses études à l'Université de Leipzig et y entend des conférences de l'archéologue Wilhelm Adolf Becker (de), de Gottfried Hermann, dont il est accepté dans la société grecque, et de Moriz Haupt, qui dirige également une société grecque dans laquelle il est admis. Pendant ses études à Leipzig, il rencontre également August Tholuck à Halle et visite également les Fondations Francke, dont il étudie l'histoire en détail.
Après son retour à Berlin en 1841, il suit principalement les cours de Friedrich Adolf Trendelenburg à l'université. Il obtient son doctorat avec la thèse Emendationes Julianeae.
En 1843, il accompagne Jacob Grimm lors d'un voyage en Italie et passe la plupart de son temps à Rome ; Là, il s'engage dans des études archéologiques et épigraphiques. En 1844, il retourne à Berlin et y travaille sur le premier volume Die Geschichtschreiber der deutschen Vorzeit (de) publiés par Georg Heinrich Pertz, réussit l'examen d'enseignant principal en février 1847 et passe son année probatoire de Pâques 1847 à 1848 au lycée de Joachimsthal à Berlin.
À la Pentecôte 1848, il prend le poste de directeur adjoint au lycée de Brandebourg et en 1849, il est transféré à la pédagogie de Züllichau en tant que premier professeur principal ; En 1850, il reçoit le titre de professeur. Le 22 avril 1852, le conseiller scolaire provincial Adolf Giesebrecht (de) lui confie la direction du Collège Fridericianum à Königsberg, en tant que successeur de Friedrich August Gotthold (de). Pendant son séjour là-bas, il se lie d'amitié avec le surintendant général Ernst Sartorius (de).
Le 11 octobre 1860, il est présenté au poste de recteur du lycée de la cathédrale de Magdebourg par le conseiller scolaire provincial Karl Gustav Heiland (1817-1868).
Après être tombé gravement malade en septembre 1861, il confie la direction de l'école au premier professeur principal et meurt le 21 novembre 1861 ; Le discours funéraire à Magdebourg est prononcé par le surintendant général Johann Ludwig Daniel Karl Lehnerdt (de). Son enterrement a lieu à l'ancien cimetière Saint-Matthieu à Berlin.
Son successeur est George Wichert (de).

## Travaux (sélection)
- Emendationes Julianeae . Berlin 1841.
- Georg Heinrich Pertz; Johannes Horkel : Les historiens de la préhistoire allemande. Tome 1 : Les guerres romaines de Plutarque, César, Bellejus, Suétone, Tacite ; Tacite Germanie . Besser, Berlin 1849.
- Analecta Horatiana . Berlin 1852.
- Le chambellan des bois Theodor Gehr et les débuts du Royal Friedrichs-Collegium à Königsberg en Prusse, sur la base de sources manuscrites . Kœnigsberg 1855.
- La sagesse du comédien Ménandre . Frères Bornträger, Königsberg 1857.
- Deux discours du réalisateur . Dans : Zur öffentlichen Prüfung der Schüler des Königlichen Dom-Gymnasiums zu Magdeburg. Magdebourg, 1861